# Meiothecium greenwoodii
Meiothecium greenwoodii är en bladmossart som beskrevs av Hugh Neville Dixon och Edwin Bunting Bartram 1948. Meiothecium greenwoodii ingår i släktet Meiothecium och familjen Sematophyllaceae. Inga underarter finns listade i Catalogue of Life.